# One UI
One UI est une interface utilisateur développée par Samsung Electronics pour ses appareils Samsung Galaxy fonctionnant sous Android 9 Pie et suivants ; UI signifie : User Interface (interface utilisateur). Elle succède à TouchWiz et à Samsung Experience. Elle est conçue pour être allégée et simplifiée. Elle est également optimisée pour l'utilisation à une seule main, même sur de grands appareils. Elle est dévoilée à la Samsung Developer Conference en 2018, et est introduite pour la première fois dans la mise à jour Android 9 "Pie" sur les appareils Samsung compatibles.

## Histoire
Présentée en août 2020 en même temps que les Galaxy Note 20, la mise à jour One UI 2.5 apporte principalement des améliorations sur la productivité et l'application caméra. Entre autres, le mode DeX, qui permet d'utiliser le smartphone sur un écran d'ordinateur, peut être utilisé sans fil, l'appareil photo peut filmer au format 21/9, en 8K à 24 images par seconde sur les téléphones compatibles, et un mode « Vidéo Pro » est ajouté. L'application Samsung Notes obtient la compatibilité avec les fichiers PDF, et permet de synchroniser des notes avec un enregistrement audio. Il est également possible de partager rapidement un mot de passe à d'autres appareils Samsung Galaxy connectés au même réseau Wi-Fi.
À l'inverse des précédentes, la version 3.0 n'est pas présentée lors de l'évènement annuel Samsung Developer Conference, annulé à cause de la pandémie de Covid-19. Le programme de test bêta est mis en place entre août et novembre 2020 dans une dizaine de pays dont les États-Unis et la Corée du Sud,. La mise à jour est basée sur Android 11 et apporte notamment des améliorations sur les écrans d'accueil et de verrouillage, l'ajout de tâches automatisées pour Bixby et une meilleure qualité pour les photos. En outre, elle contient également les ajouts d'Android 11, c'est-à-dire une organisation des notifications en catégories, une meilleure gestion des appareils Bluetooth et des options supplémentaires pour la confidentialité empêchant le suivi des applications en arrière-plan. Le déploiement est lancé le 2 décembre 2020 et concerne en priorité les appareils haut de gamme, suivi des appareils de milieu et d'entrée de gamme lancés entre 2019 et 2020.
En 2021, Samsung s'associe à Google afin d'améliorer Wear OS, l'OS des montres connectées de la firme américaine. De ce fait, une nouvelle version de One UI destinée aux wearables Galaxy, baptisée One UI Watch, est née.

## Fonctionnalités
One UI a été conçue dans le but de faire en sorte que les composants matériels et les applications de Samsung "fonctionnent ensemble en parfaite harmonie". Elle offre une expérience d'utilisation plus "naturelle" sur les smartphones à grand écran, un modèle de conception dominant dans les applications incluses consiste à placer intentionnellement des fonctionnalités communes et des éléments d'interface utilisateur en bas de l'écran plutôt qu'en haut. Cela rend plus facile l'utilisation du téléphone à une main en permettant de tout atteindre avec le pouce. Pour ces raisons, les applications utilisent de grands en-têtes afin d'abaisser la hauteur du contenu. La barre de navigation accepte désormais les gestes, tandis qu'un mode nuit a été ajouté à l'échelle du système afin de rendre les applications et les éléments de l'interface utilisateur plus sombres. Maintenant, l'écran du multitâche utilise une disposition horizontale en lieu et place du défilement vertical présent depuis Android 3.0 "Honeycomb".

## Disponibilité
One UI est inclus dans tous les appareils Samsung sous Android mis en vente depuis le début d'année 2019, cela inclut les séries des Galaxy S10, des Galaxy A (2019), le Galaxy Fold, le Galaxy M40, le Xcover 4S pour les smartphones, la série des Galaxy Tab A, la Galaxy Tab S5e pour les tablettes ainsi que la montre Galaxy Watch Active.
One UI est aussi disponible par le biais de mises à jour pour les Galaxy Note 9 (Janvier 2019), les Galaxy Note 8 (Février 2019), Les Galaxy Note FE, (mars 2019), les Galaxy S9/S9+ (Décembre 2018), les S8/S8+ (Février 2019), les S7/S7 Edge (Avril 2019 officieusement grâce au portage de la ROM du Note FE), les A9 2018 (avril 2019), Galaxy A8/A8+ 2018 (avril 2019), Galaxy A8 Star, (mai 2019), Galaxy A7 2018 (avril 2019), Galaxy J8, Galaxy J7 2017 (juillet 2019, aout pour la version Duos), Galaxy J6/J6+  (juin 2019), Galaxy J5 2017 (aout 2019), Galaxy J4/J4+ (juin 2019), Galaxy J3 2017 (septembre 2019), le Galaxy Xcover 4 (septembre 2019), la Galaxy Tab S4 10.5 (avril 2019), la Galaxy Tab S3 9.7 (septembre 2019), la Galaxy Tab A 2017 (octobre 2019), Galaxy Tab Active2 (octobre 2019), Galaxy Tab A 10.5 (octobre 2019), Galaxy Watch, Gear S3 et Gear Sport,,.

## VersionsOne UI

### One UI (Téléphones, Tablettes)
Sont également incluses les déclinaisons des smartphones. Par exemple, « Galaxy S9 » comprend le Galaxy A 52
Sources : ,,,,,,,,,.
| Version (One UI)       | Android     | Appareils compatibles | Caractéristiques |
| ---------------------- | ----------- | --- | --- |
| 1.0 (nov. 2018)        | Android 9   | - Galaxy Note 9 - Galaxy S9 - Galaxy A (2018) - Galaxy J (2018) - Galaxy M (2019) - Samsung Galaxy Tab A - Samsung Galaxy Tab S4 Fin de Support - Galaxy Note FE - Galaxy Note 8 - Galaxy S8 | - Possibilité d'utiliser le smartphone à une main grâce à l'abaissement des éléments - Mode nuit applicable à tout le système - Possibilité de remplacer la barre de navigation par des mouvements verticaux - Possibilité de réduire les animations pour accélérer le système - Refonte totale de l'interface avec des angles plus arrondis qu'auparavant - Always on display activable par appui pendant 10s - Samsung Social permettant de partager un certain nombre de contenus entre plusieurs personnes disposants de téléphones Samsung |
| 1.1 (fév. 2019)        | Android 9   | - Galaxy S10 - Galaxy A (2019) - Galaxy M (2019) - Samsung Galaxy Tab S5e - Samsung Galaxy Tab A (2018) Fin de Support - Samsung Galaxy Tab S3 - Samsung Galaxy Tab A (2017) | - Ajout de l'application "Bien-être Numérique" - Ajout de l'application "Bixby Routines" - Ajouts des applications "SmartThings" et "Smart View" qu'il fallait télécharger sur le Galaxy Store auparavant |
| 1.5 (août 2019)        | Android 9   | - Galaxy Note 10 - Samsung Galaxy A30s - Samsung Galaxy A50s - Samsung Galaxy A90 5G - Samsung Galaxy Tab S6 | - Possibilité de personnaliser le bouton d'allumage et d'accéder au menu d'extinction/redémarrage du téléphone via un bouton dédié dans le panneau de notification - Ajout de la fonction capture d'écran vidéo en natif - Possibilité de dessiner et écrire sur l'écran pendant la capture vidéo et de capturer que les sons d'une zone en zoomant la vidéo - Support des emoji de 2019 |
| 2.0 (oct. 2019)        | Android 10  | - Galaxy Note 9 - Galaxy Note 10 - Galaxy S9 - Galaxy S10 - Galaxy Fold - Galaxy A (2019) - Samsung Galaxy Tab S4 - Samsung Galaxy Tab S5e - Samsung Galaxy Tab S6 - Galaxy Tab A (2018 - 2019) Fin de Support - Galaxy A (2018) - Galaxy J (2018) - Galaxy M (2019) | - Nouveaux mouvements retour, accueil et applications récentes - Réduction de la taille des notifications pour ne pas gêner l'utilisateur - Nouvelle organisation des paramètres et refonte du bien être numérique et de la maintenance de l'appareil - Mode sombre qui assombrit le fond d'écran - Icônes d'application animés - Refonte des paramètres rapides du panneau de notifications - Amélioration des autorisations pour les applications - Mode concentration pour empêcher les applis de distraction pendant le travail et mode sommeil qui met l'écran en noir et blanc - Remplacement de Bixby Home par Samsung Daily |
| 2.1 (fév. 2020)        | Android 10  | - Galaxy S9 - Galaxy S10 - Galaxy S20 - Galaxy Note 9 - Galaxy Note 10 - Galaxy Fold - Galaxy Z Flip - Galaxy A (2019) - Galaxy M (2019) - Galaxy Tab S4 - Galaxy Tab S5e - Galaxy Tab S6 Fin de Support - Samsung Galaxy Tab S4 | - Nouveau clavier comprenant pas mal de nouveautés - Affichage en gros du mode sombre dans la catégorie affichage du panneau de notification et changement de mode avec effet de fondu - Filtre de lumière bleue qui s'adapte au jour ou à la nuit - Ajout de Quickshare - Nouveau menu de partage - Nouveaux modes Single Take, Night Hyperlaspe pour les photos et Pro Video pour les vidéos |
| 2.5 (août 2020)        | Android 10  | - Galaxy Note 10 - Galaxy Note 20 - Galaxy S10 - Galaxy S20 - Galaxy Fold - Galaxy Z Flip - Galaxy Z Fold 2 - Galaxy A (2020) - Galaxy M (2020) - Galaxy Tab S5e - Galaxy Tab S6 - Galaxy Tab S7 Fin de Support - Galaxy Note 9 - Galaxy S9 | - Possibilité d'utiliser la navigation par gestes avec les launchers alternatifs - Accès à Youtube et Samsung Pass depuis le clavier - Mode vidéo pro et enregistrement de vidéo en 21/9 - Samsung DeX peut se connecter sans fils aux téléviseurs compatible - Partage de mot de passe Wi-Fi |
| 3.0 (déc. 2020)        | Android 11  | - Galaxy Note 10 - Galaxy Note 20 - Galaxy S10 - Galaxy S20 - Galaxy Fold - Galaxy Z Flip - Galaxy Z Fold 2 - Galaxy A (2019 - 2020) - Galaxy M (2019 - 2020) - Galaxy Tab A7/Lite - Galaxy Tab A8 - Galaxy Tab S5e - Galaxy Tab S6 - Galaxy Tab S7 - Galaxy Tab S8 | - Appuyez de manière prolongée sur une application pour ajouter un widget associé. - Éteignez l’écran en appuyant deux fois sur une zone vide de l’écran d’accueil. - L’écran de verrouillage dynamique comporte désormais plus de catégories. - Menus réorganisés pour faciliter la recherche d’éléments. - Ajout d’une option pour masquer la barre d’état. - Amélioration de l’expérience de recherche. - Ajout de la possibilité de personnaliser l’écran d’appel avec vos propres photos et vidéos. - De nouvelles actions ont été ajoutées, notamment la conversation avec Bixby et les actions d’accessibilité |
| 3.1 (janvier 2021)     | Android 11  | - Galaxy Note 10 - Galaxy Note 20 - Galaxy S10 - Galaxy S20 - Galaxy S21 - Galaxy Fold - Galaxy Z Flip - Galaxy Z Fold 2 - Galaxy A90 5G - Galaxy A (2020) - Galaxy M (2020) - Galaxy Tab A - Galaxy Tab A7/Lite - Galaxy Tab A8 - Galaxy Tab S6 - Galaxy Tab S7 - Galaxy Tab S8 Fin de Support - Galaxy A (2019) - Galaxy M (2019) - Galaxy Tab S5e - Galaxy Tab A (2019)                                                                                 | - Intégration de Google Discover sur l'écran de gauche en plus de Samsung Free - Intégration des appareils compatible avec l'app Google Home directement dans le menu Appareils - Intégration de Google Duo dans l'app téléphone pour les appels Visio - Possibilité de créer des effets durant les appels visio - Possibilité de retirer les informations de localisation des photos dans le menu de partage |
| 3.1.1 (Août 2021)      | Android 11  | - Galaxy Fold - Galaxy Z Flip - Galaxy Z Fold 2 - Galaxy Z Fold 3 - Galaxy Z Flip 3 | - Mode "Heure de coucher" activable dans le panneau d'accès rapide - Protection de la batterie empêchant de la charger au-delà de 85% - Plus grande liberté dans la disposition des apps en mode multitâche - Meilleur prise en charge de "Split view" affichant un menu à gauche et le contenu d'un des sous menus de la liste - Possibilité d'épingler des apps sur une barre à droite à la façon "Note Edge" - Cover Screen mirroring qui permet d'afficher 2 pages d'accueil simultanément sur les grands écrans des Fold |
| 4.0 (Novembre 2021)    | Android 12  | - Galaxy Note 10 - Galaxy Note 20 - Galaxy S10 - Galaxy S20 - Galaxy S21 - Galaxy Fold - Galaxy Z Flip - Galaxy Z Fold 2 - Galaxy Z Fold 3 - Galaxy Z Flip 3 | - Voyant d'utilisation de la caméra et du micro - Always on display activable uniquement à la réception d'une notification - Nouveau clavier comprenant un certain nombre de nouveautés comme l'assemblage d'emojis - Menu de partage customisable - Nouvelle barre de luminosité dans le panneau de notification - Option de réduction de la luminosité au-delà du minimum - Outil de suppression d'objet sur une image dans la galerie |
| 4.1 (Février 2022)     | Android 12  | - Galaxy Note 20 - Galaxy S10 Lite - Galaxy S20 - Galaxy S21 - Galaxy S22 - Galaxy Z Flip - Galaxy Z Flip 3 - Galaxy Fold - Galaxy Z Fold 2 - Galaxy Z Fold 3 - Galaxy A (2021 - 2022) - Galaxy M (2021 - 2022) - Galaxy Tab A7 Lite - Galaxy Tab A8 - Galaxy Tab S6 - Galaxy Tab S7 - Galaxy Tab S8 Fin de Support - Galaxy S10 - Galaxy Note 10 - Galaxy A90 5G - Galaxy A (2020) - Galaxy M (2020) - Galaxy A02 - Galaxy A12 (SM-A125F) - Galaxy Tab A7 | - Intégration de la RAM Plus - Ajout de l'application Expert RAW - Nouveau design pour l'Always on Display - Amélioration de la fonctionnalité "Quick Share" - Amélioration de l'Appareil Photo et Galerie |
| 4.1.1 (Septembre 2022) | Android 12L | - Galaxy Tab S6 Lite - Galaxy Tab S7 - Galaxy Tab S8 - Galaxy Z Fold 2 - Galaxy Z Fold 3 - Galaxy Z Fold 4 - Galaxy Z Flip - Galaxy Z Flip 3 - Galaxy Z Flip 4 Fin de Support - Galaxy Fold - Galaxy Tab S6 | - Possibilité d'ajouter un fond d'écran en format vidéo - Ajout de plusieurs thèmes - Intégration de la fonctionnalité "Flex Mode" - Amélioration de la fonctionnalité "Multitâche" - Amélioration de l'Appareil Photo |
| 5.0 (Octobre 2022)     | Android 13  | - Galaxy A (A51, A71) (2021 - 2022) - Galaxy M (2021 - 2022) - Galaxy Note 10 Lite - Galaxy Note 20 - Galaxy S10 Lite - Galaxy S20 - Galaxy S21 - Galaxy S22 - Galaxy Z Fold 2 - Galaxy Z Fold 3 - Galaxy Z Fold 4 - Galaxy Z Flip - Galaxy Z Flip 3 - Galaxy Z Flip 4 - Galaxy Tab S7 - Galaxy Tab S8 | - Amélioration de l'interface "Icônes" - Possibilité d’empiler les widgets les uns sur les autres - Appuyez de manière prolongée sur l'écran de verrouillage pour le modifier directement et ajout de nouveaux styles d'horloges - Ajout d'une fonctionnalité "Mode et Routines" - Amélioration de l'Appareil Photo et Galerie - Possibilité de désactiver la RAM Plus - Possibilité de définir une langue pour chaque application - Amélioration du panneau de notification - Amélioration de la fonctionnalité "Maintenance de l'appareil" - Amélioration de la fonctionnalité "Sécurité et Confidentialité" - Amélioration de la fonctionnalité "Accessibilité" - Nouveau clavier comprenant un certain nombre d'émojis supplémentaires pour l'assemblage d'emojis |
| 5.1 (Février 2023)     | Android 13  | - Galaxy S21 - Galaxy S22 - Galaxy Z Fold 3 - Galaxy Z Fold 4 - Galaxy Z Fold 5 - Galaxy Z Flip 3 - Galaxy Z Flip 4 - Galaxy Z Flip 5 - Galaxy A (2021 - 2022) - Galaxy M (2021 - 2022) Fin de Support - Galaxy A51, A71, A22, A32 - Galaxy Note 10 Lite - Galaxy Note 20 - Galaxy S10 Lite - Galaxy S20 - Galaxy Z Flip - Galaxy Z Fold 2 5G - Galaxy Tab S6 lite - Galaxy Tab S7 / S7+                                                                   | - Ajout de nouveaux widgets (Batterie) - Amélioration de l'Appareil Photo (accès rapide à l'Expert RAW) et Galerie (Albums Familiales Communs) - Amélioration de la configuration initiale pour les nouveaux smartphones avec un simple QR Code - Amélioration des suggestions dans l'application Paramètres - Amélioration de la fonction "Connectivité" - Amélioration de la fonction "Mode et Routines" - Ajout d’une fonctionnalité "Mode Maintenance" qui permet de verrouiller certains éléments du téléphone lorsqu'ils doivent s'en séparer |
| 5.1.1 (Août 2023)      | Android 13  | - Galaxy Tab S7 LTE - Galaxy Tab S8 - Galaxy Tab S9 - Galaxy Z Fold 2 - Galaxy Z Fold 3 - Galaxy Z Fold 4 - Galaxy Z Fold 5 - Galaxy Z Flip - Galaxy Z Flip 3 - Galaxy Z Flip 4 - Galaxy Z Flip 5 | - Amélioration de la "Barre de tâches" - Amélioration de la fonctionnalité "Device Care" - Amélioration de la fonctionnalité "Flex Mode" - Amélioration de la fonctionnalité "Multitâche" - Amélioration de la fonctionnalité "Quick Share" - Amélioration de l'Appareil Photo et Galerie - Amélioration de "Samsung Health" |
| 6.0 (octobre 2023)     | Android 14  | - Galaxy S21 - Galaxy S22 - Galaxy S23 - Galaxy Z Fold 3 - Galaxy Z Fold 4 - Galaxy Z Fold 5 - Galaxy Z Flip 3 - Galaxy Z Flip 4 - Galaxy Z Flip 5 - Galaxy A (2021 - 2023) - Galaxy M (2021 - 2023) - Galaxy Tab S8 - Galaxy Tab S9 | - Amélioration des émojis en forme 3D - Amélioration de l'écran de verrouillage - Nouveau centre de contrôle - Améliorations des applications "Appareil Photo", "Galerie" et "Méteo" - Ajouts de nouveau widgets |
| 6.1 (janvier 2024)     | Android 14  | - Galaxy S21 - Galaxy S22 - Galaxy S23 - Galaxy Z Fold 3 - Galaxy Z Fold 4 - Galaxy Z Fold 5 - Galaxy Z Fold 6 - Galaxy Z Flip 3 - Galaxy Z Flip 4 - Galaxy Z Flip 5 - Galaxy Z Flip 6 - Galaxy A (2022 - 2024) - Galaxy M (2023 - 2024) - Galaxy Tab S8 - Galaxy Tab S9 Fin de support - Galaxy A (2021) - Galaxy M (2022) - Galaxy Tab A7 Lite (WIFI) - Galaxy Tab A8                                                                                    | - Sortie de Galaxy AI - Ajouts des widgets directement sur l'écran de verrouillage - Ajout de la fonction "arrière-plan personnalisé" sur les applications "Horloge" et "Calendrier" - Association de Nearby Share (Partage à proximité) à Quick Share |
| 6.1.1 (juillet 2024)   | Android 14  | - Galaxy S22 - Galaxy S23 - Galaxy S24 - Galaxy Z Fold 3 - Galaxy Z Fold 4 - Galaxy Z Fold 5 - Galaxy Z Fold 6 - Galaxy Z Flip 3 - Galaxy Z Flip 4 - Galaxy Z Flip 5 - Galaxy Z Flip 6 - Galaxy Tab S8 - Galaxy Tab S9 | - Amélioration de Galaxy AI |
| 7.0 (janvier 2025)     | Android 15  | - Galaxy S21 - Galaxy S22 - Galaxy S23 - Galaxy S24 - Galaxy Z Fold 3 - Galaxy Z Fold 4 - Galaxy Z Fold 5 - Galaxy Z Fold 6 - Galaxy Z Flip 3 - Galaxy Z Flip 4 - Galaxy Z Flip 5 - Galaxy Z Flip 6 - Galaxy A (A72), (2022 - 2025) - Galaxy M (2023 - 2025) - Samsung Galaxy XCover6 Pro - Samsung Galaxy Xcover 7 - Galaxy Tab A9 - Galaxy Tab Active 5 - Galaxy S6 Lite (2024) - Galaxy Tab S8 - Galaxy Tab S9 - Galaxy Tab S10                         | - Design et Interface Utilisateur : - Icônes Modernisées : Les icônes des applications fondamentales ont été modernisées, offrant un aspect plus épuré et cohérent avec le design global de l'interface. - Now Bar : Cette nouvelle barre d'outils affiche des informations en temps réel, telles que la musique en cours, les notifications importantes ou les chronomètres, directement depuis l'écran d'accueil. Elle élimine le besoin de déverrouiller constamment l'appareil pour accéder à ces informations. - Personnalisation Avancée : Les utilisateurs peuvent personnaliser chaque détail de l'interface, y compris les applications, les thèmes et les notifications, offrant ainsi une expérience unique et adaptée à leurs préférences. - Écran d'Accueil Simplifié : L'écran d'accueil a été repensé pour une utilisation plus intuitive, avec des widgets transformés et des options de personnalisation avancées. - Notifications et Barre d'Outils : Le menu déroulant a été scindé : en glissant à gauche, on accède aux notifications, et à droite, aux réglages. - Widgets et Écran de Verrouillage : Des options de personnalisation accrues pour les widgets et l'écran de verrouillage permettent aux utilisateurs de personnaliser davantage leur appareil. - Intelligence Artificielle (IA) : - Aide à la Rédaction Avancée : Des outils d'écriture alimentés par l'IA sont désormais accessibles partout où du texte peut être sélectionné, éliminant ainsi le besoin de passer d'une application à l'autre. - Transcription des Appels : La transcription des appels est gérée par One UI 7 et prend en charge 20 langues, facilitant la documentation des conversations. - Appareil Photo : - Interface Repensée : L'interface de l'appareil photo a été réorganisée pour permettre un contrôle plus intuitif des paramètres avancés, avec des boutons et réglages déplacés vers le bas de l'écran pour une utilisation à une main facilitée. - Mode Pro Simplifié : Le mode Pro, en photo comme en vidéo, offre des réglages simplifiés, permettant de mieux se concentrer sur le sujet. Un nouveau contrôle du zoom est disponible en mode Vidéo Pro, permettant de contrôler la vitesse pour des transitions plus fluides. - Performances et Sécurité : - Optimisations de Performance : Des améliorations ont été apportées pour optimiser les performances et la consommation d'énergie, assurant une expérience utilisateur plus fluide et une meilleure autonomie de la batterie. - Sécurité Renforcée : Des technologies telles que Knox Matrix a été intégrées pour renforcer la sécurité et la confidentialité des données des utilisateurs. |

### One UI Core
One UI Core est une version allégée en fonctionnalités de One UI demandant moins de ressources au processeur et à la RAM et utilisant moins de stockage que celui-ci, présente sur certains téléphones très bas de gamme de Samsung comme le Samsung Galaxy M10, le M01 ou encore le A10s. Cela permet aux téléphones disposants des composants les moins puissants d'exécuter One UI de manière plus fluide, et sans fonctionnalités superflues.

#### Listes des téléphones sous One UI Core
- Samsung Galaxy A10s
- Samsung Galaxy A20s
- Samsung Galaxy A01 & A01 Core
- Samsung Galaxy A11
- Samsung Galaxy A21s
- Samsung Galaxy A02 & A02s
- Samsung Galaxy A12
- Samsung Galaxy A22 & A22 5G
- Samsung Galaxy A03 & A03s
- Samsung Galaxy A13 & A13 5G
- Samsung Galaxy A23 & A23 5G
- Samsung Galaxy A04 & A04s
- Samsung Galaxy A14 & A14 5G
- Samsung Galaxy A05 & A05s

### One UI Watch (Montres)
| Version (Tizen)       | One UI Watch | Appareils compatibles                                                               | Caractéristiques |
| --------------------- | ------------ | ----------------------------------------------------------------------------------- | --- |
| 4.0.0.4 (mai 2019)    | 1.0          | - Galaxy Watch - Gear S3 - Gear Sport                                               | - Mode nuit applicable à tout le système - Refonte de l'interface - Possibilité de télécharger de nouveaux cadrans - Amélioration diverse dans Samsung Health - Amélioration des menus du paramètres |
| 4.0.0.5 (juill. 2019) | 1.2          | - Galaxy Watch - Galaxy Watch Active - Gear S3 - Gear Sport                         | - Nouveau menu de navigation - Refonte de l'interface Bixby - Synchronisation automatique des alarmes de la montre avec le téléphone |
| 4.0.0.7 (oct. 2019)   | 1.5          | - Galaxy Watch - Galaxy Watch Active - Galaxy Watch Active 2 - Gear S3 - Gear Sport | - Indicateurs en bas de l'écran pour indiquer les applications/fonctionnalités en arrière-plan - Améliorations diverses dans Samsung Health et Bixby - Possibilité de créer un cadran aux couleurs personnalisés pour s'adapter au style vestimentaire de l'utilisateur - Ajout de nouveaux cadrans |
| 5.5.0.1 (août 2020)   | 2.0          | - Galaxy Watch - Galaxy Watch 3 - Galaxy Watch Active - Galaxy Watch Active 2       | - Notification améliorée : à la réception d'une notification de message, une fenêtre de discussion apparaît et peut également afficher des images. - AR Emoji / Bitmoji : envoyez AR Emoji et Bitmoji via la montre. - Capture : prend en charge la fonction de capture par défilement qui envoie automatiquement l'image de capture d'écran au téléphone. - Si vous vous entraînez avec une montre, le guidage vocal est fourni via le casque connecté. - Une notification vocale a été ajoutée pour les données cumulées de distance et de fréquence cardiaque, pendant les exercices Auto Lap of Running / Cycling. - Amélioration de la stabilité et de la fiabilité du système |
| 5.5.0.2 (fév. 2021)   | 2.0          | - Galaxy Watch - Galaxy Watch 3 - Galaxy Watch Active - Galaxy Watch Active 2       | - Amélioration des icônes marche/course automatiques - Amélioration de l’icône « Alerte inactive » - Amélioration de la stabilité de l’appareil |

| Version (Wear OS)            | One UI Watch | Appareils compatibles | Caractéristiques |
| ---------------------------- | ------------ | --- | --- |
| 3.0 Android 11 (août 2021)   | 4.0          | - Galaxy Watch 4 - Galaxy Watch 4 Classic                                                                                                   | - Nouvelle intégration du système d’exploitation : - Samsung s’est associé à Google, fusionnant Wear OS avec One UI Watch pour offrir une compatibilité transparente avec les appareils Android, en particulier les smartphones Galaxy. - Intégration des services Google : - Avec Wear OS 3.0, les utilisateurs peuvent accéder aux applications Google telles que Gmail, Google Assistant et Google Maps directement sur leur Galaxy Watch. - La montre offre un accès direct au Google Play Store, ce qui permet aux utilisateurs d’installer et de gérer des applications directement depuis leur poignet. - Performances améliorées : - Android 11 fournit une base pour des performances plus fluides et un accès plus rapide aux applications par rapport aux versions antérieures de Wear OS. Cette mise à niveau améliore considérablement l’expérience utilisateur globale. - Personnalisation de l’interface utilisateur : - One UI Watch 4 améliore la conception et la convivialité de Wear OS, offrant une interface plus claire et plus intuitive. Les éléments de conception Material You, par exemple, permettent une personnalisation plus personnalisée, en adaptant les couleurs en fonction du choix de cadran de la montre par l’utilisateur. - Fonctionnalités de santé Samsung : - Le suivi de la santé et de la condition physique de Samsung, y compris des mesures avancées pour la fréquence cardiaque, la composition corporelle et le sommeil, est intégré dans One UI Watch 4. Ces fonctionnalités sont optimisées pour une meilleure précision et une facilité d’utilisation. - Intégration Bixby : - L’assistant vocal Bixby de Samsung est intégré à la One UI Watch 4, ce qui permet d’utiliser des commandes vocales pour contrôler les applications et les paramètres, ce qui rend la smartwatch plus mains libres. - Optimisation de l’autonomie de la batterie : - La combinaison de l’efficacité énergétique de Wear OS 3.0 et des optimisations de la One UI Watch 4 offre une plus longue durée de vie de la batterie, en particulier avec des fonctionnalités telles que le mode d’économie d’énergie |
| 3.1 Android 11 (nov. 2021)   | 4.0          | - Galaxy Watch 4 - Galaxy Watch 4 Classic                                                                                                   | - Écosystème d’applications unifié : - Accès au Google Play Store pour un large éventail d’applications. - Les applications Google populaires telles que Google Maps, YouTube Music et Google Pay sont intégrées en mode natif. - Outils de santé et de remise en forme améliorés : - Des fonctionnalités telles que l’analyse de la composition corporelle à l’aide du capteur BioActive. - Suivi avancé du sommeil et surveillance continue de la SpO2 (saturation en oxygène). - Compatibilité avec Google Fit. - Expérience d’interface utilisateur fluide : - One UI Watch 4 apporte une cohérence de conception avec les smartphones Galaxy. - Des fonctionnalités telles que la synchronisation automatique des applications et des paramètres entre la montre et le téléphone. - Ajout d’un nouveau mouvement permettant l’exécution immédiate des applications ou des fonctions - Cadrans de montre personnalisables : - De plus grandes options de personnalisation avec des cadrans de montre animés et interactifs. - Améliorations des performances : - Lancements d’applications plus rapides et meilleure gestion de l’alimentation grâce aux optimisations de Wear OS 3.1. - Compatibilité avec SmartThings : - Contrôlez les appareils intelligents Samsung directement depuis la montre. - Outils de santé et de remise en forme améliorés : - Ajout de fonctionnalités pour Samsung Heath (Mesures de la fréquence cardiaque, option de sensibilité) |
| 3.2 Android 11 (fév. 2022)   | 4.0          | - Galaxy Watch 4 - Galaxy Watch 4 Classic                                                                                                   | - Personnalisation améliorée : - Les utilisateurs ont bénéficié de plus d’options pour personnaliser leurs montres, y compris de nouveaux designs et configurations de cadran, qui ont offert une meilleure intégration avec les fonctionnalités de Wear OS. - Ajout de paramètres d’orientation pour favoriser le port de la montre dans le sens souhaité du poignet choisi par l’utilisateur - Amélioration de la fonction Bixby - Notifications améliorées : - La mise à jour a rationalisé la gestion des notifications, offrant des interactions plus riches directement depuis la montre, telles que la réponse plus efficace aux messages avec des modèles prédéfinis ou une saisie vocale. - Correctifs de l’affichage permanent (AOD) : - Le mode AOD a connu certains problèmes au départ, comme le gel du temps, qui nécessitait des ajustements manuels, tels que l’activation de l’activité en arrière-plan pour des applications spécifiques via l’application Galaxy Wearable. Samsung a continué à travailler sur la résolution de ces problèmes. - Corrections de bogues et stabilité : - Cette version corrigeait les incohérences précédentes, garantissant un fonctionnement plus fluide entre les applications et réduisant les décalages du système - Outils de santé et de remise en forme améliorés : - Ajout de fonctionnalités pour Samsung Heath (Perte d'hydratation, Consommation d'eau requise, Sommeil, Course) |
| 3.5 Android 11 (août 2022)   | 4.5          | - Galaxy Watch 4 - Galaxy Watch 4 Classic - Galaxy Watch 5 - Galaxy Watch 5 Pro                                                             | - Options de saisie améliorées : - Un clavier AZERTY complet avec saisie par balayage pour une messagerie plus rapide. - Prise en charge améliorée du basculement entre le clavier, la saisie vocale et les modes d’écriture manuscrite (non disponible pour toutes les langues). - Prise en charge de la double SIM : - Intégration transparente pour la fonctionnalité double SIM avec le téléphone couplé. Les utilisateurs peuvent sélectionner la carte SIM préférée directement sur la montre et passer facilement de l’une à l’autre. - Cadrans de montre personnalisables : - Nouveaux cadrans avec des options de personnalisation enrichies telles que les couleurs, les complications et les styles. - Liste des favoris pour un accès plus rapide aux designs fréquemment utilisés. - Améliorations de l’accessibilité : - Ajustez les couleurs et le contraste de l’écran pour une meilleure visibilité. - Nouveaux paramètres d’équilibre sonore pour les appareils auditifs. - Options pour réduire les animations et ajuster la taille des polices pour une lecture plus facile. - Notifications et messagerie : - Prise en charge de la lecture GIF dans Samsung Messages. - Brouillons enregistrés pour la messagerie et basculement facile entre les modes de saisie dans les fils de discussion. - Autres caractéristiques : - Mises à jour du contrôleur de l’appareil photo pour les smartphones compatibles. - Options de taille de police plus grandes. - Commandes rapides via Bixby pour des actions simplifiées. - Ajout de nouvelles fonctionnalités pour l'application "Alarme" - Les enregistrements vocaux sur la montre sont instantanément enregistrés sur le smartphone connecté. |
| 4.0 Android 13 (août 2023)   | 5.0          | - Galaxy Watch 4 - Galaxy Watch 4 Classic - Galaxy Watch 5 - Galaxy Watch 5 Pro                                                             | - Personnalisation améliorée : - Vous pouvez désormais définir un album ou une histoire comme cadran de votre montre, ce qui permet à votre montre de faire défiler les images. Il existe également un moyen plus intuitif d’ajouter de nouveaux cadrans de montre via une interface verticale. - Fonctionnalités de santé améliorées : - One UI Watch 5 introduit de meilleures informations sur le sommeil avec un score de sommeil repensé et un coaching amélioré. Il comprend également la détection automatique du cyclisme et la détection des chutes (qui est activé par défaut pour les utilisateurs de plus de 55 ans), offrant un suivi plus détaillé de la condition physique. - Améliorations des applications et des performances : - La mise à jour ajoute de nouvelles fonctionnalités telles qu’une tuile de contrôleur Galaxy Buds, des conseils personnalisés sur la fréquence cardiaque pendant les entraînements, la possibilité d’organiser les applications dans des dossiers et l'accès aux fichiers GPX via Samsung Health pour les Galaxy Watch 5 & 5 Pro. - Transfert de téléphone transparent : - Vous pouvez désormais transférer votre Galaxy Watch vers un nouveau téléphone sans avoir à la réinitialiser. Cette fonctionnalité permet de changer plus facilement d’appareil sans perdre les paramètres et les applications. - Sauvegarde des données de santé : - One UI Watch 5 sauvegarde automatiquement vos données de santé sur votre téléphone connecté, garantissant ainsi que vos informations de fitness sont toujours en sécurité. |
| 5.0 Android 14 (juill. 2024) | 6.0          | - Galaxy Watch 4 - Galaxy Watch 4 Classic - Galaxy Watch 5 - Galaxy Watch 5 Pro - Galaxy Watch 6 - Galaxy Watch 6 Classic - Galaxy Watch FE | - Fonctions de santé améliorées : - Score d'énergie : - Une nouvelle fonctionnalité qui analyse vos habitudes de sommeil et d'activité pour évaluer votre niveau de préparation physique et mentale chaque jour. - Analyse du sommeil avec IA : - Des insights plus détaillés, y compris le suivi de la fréquence cardiaque et respiratoire pendant le sommeil. - Contrôles gestuels avancés : - Un double pincement permet de répondre à des appels, gérer des notifications ou ouvrir une application d’un simple geste. - Un mouvement de poignet pour revenir rapidement aux écrans précédents. - Personnalisation accrue : - Nouvelles cadrans de montre et des graphismes améliorés. - Gestion directe des notifications d’applications depuis la montre. - Modes et automatisations : - Des modes personnalisés adaptent automatiquement les paramètres de la montre en fonction de vos activités et de votre localisation. - Optimisation des performances : - Interface plus fluide grâce à WearOS 5, basé sur Android 13, et une meilleure autonomie de la batterie. - Accessibilité accrue : - Fonctionnalité pour sauvegarder les pièces jointes d'images des messages et accès rapide aux emojis favoris |